# Línea R20 (Canelones)
La línea R20 es una línea urbana de Canelones une las ciudades de Pando y Toledo.

## Recorridos
| Partida (Pando) - Eduardo Fabini - Vicente Gorostiaga - Tranfiguración Iturria - Francisco Menezes - Roosevelt - Ruta 8 - Ruta 74 - Empalme - Ruta 6 - Avenida La Estación - Plaza Toledo - Manuel Maestre - Hermindo Cabrera - Luis Alberto de Herrera - Ruta 6 - Blas Basualdo - Avenida Hugo Méndez (17 Metros) - Ruta 33 (Villa Garin) | Retorno (Toledo) - Ruta 33 - Avenida Hugo Méndez (17 Metros) - Blas Basualdo - Ruta 6 - Luis Alberto de Herrera - Hermindo Cabrera - Manuel Maestre - Plaza Toledo - Avenida La Estación - Ruta 6 - Ruta 74 - Ruta 8 - Roosevelt - Dr. Luis Correc - Piovene - Canelones - Tranfiguración Iturria - Avenida Artigas - Ruta 75 |